# René Laennec

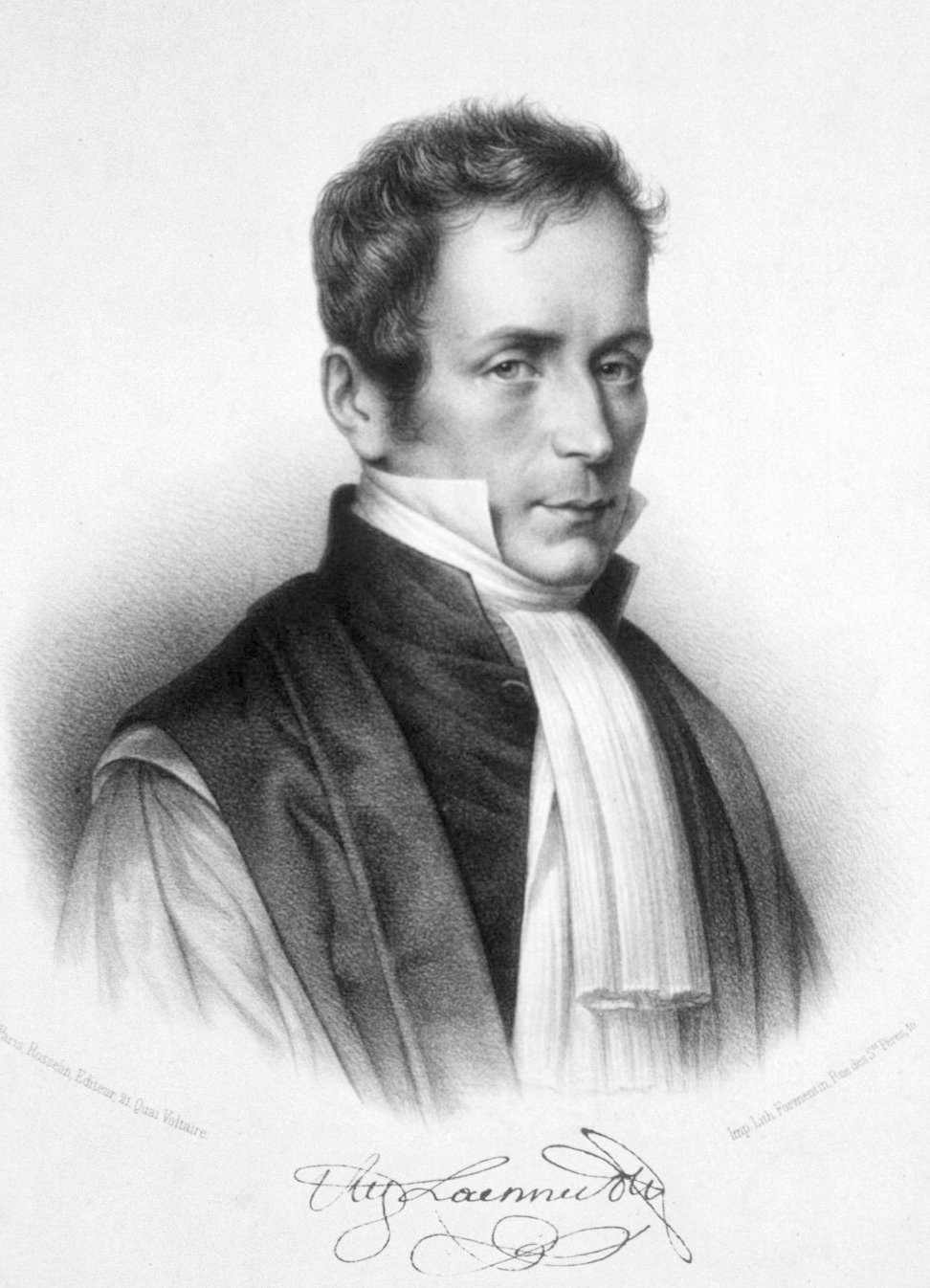
René Théophile Hyacinthe Laennec

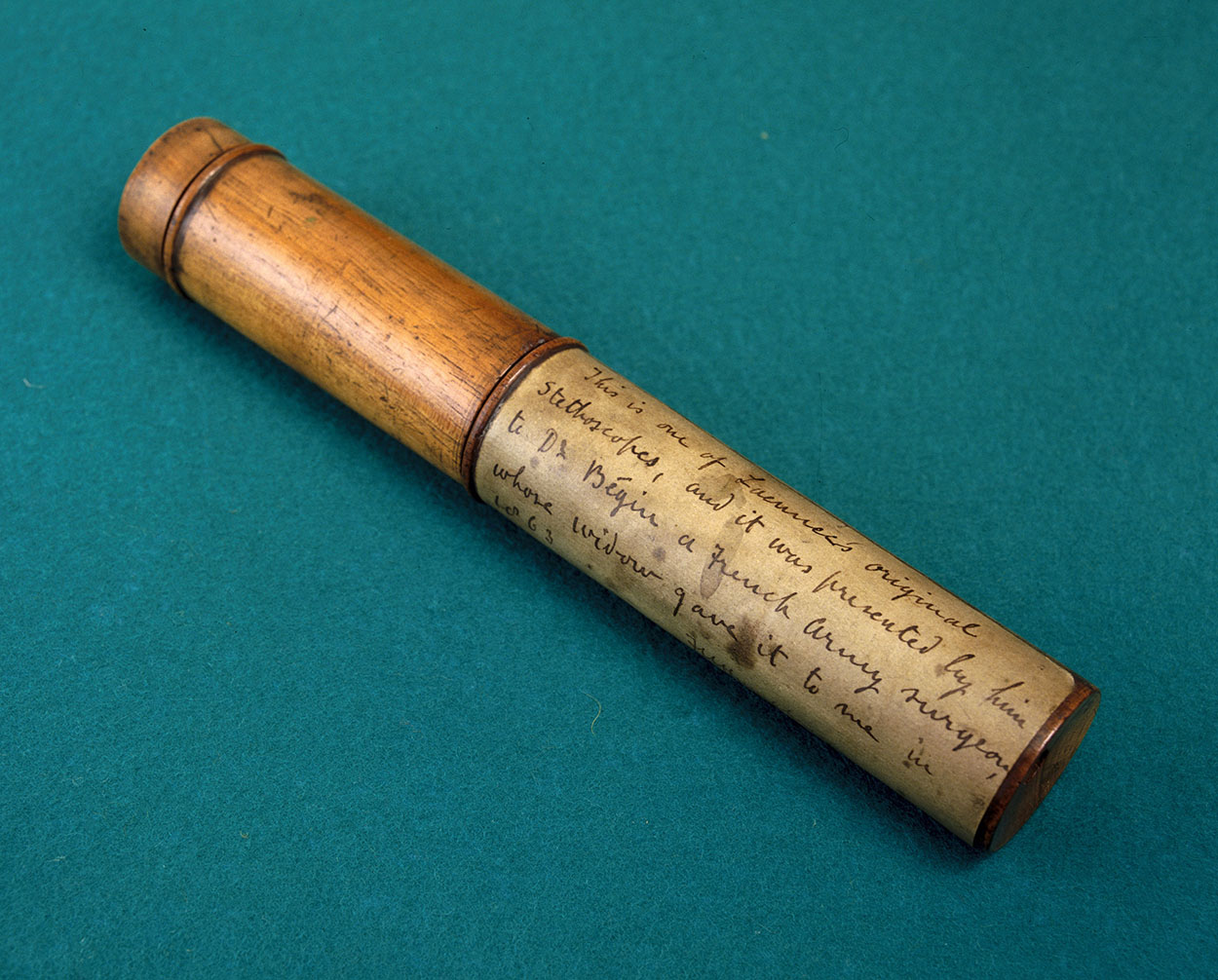
Stethoskop von René Laennec, ca. 1820. Science Museum London.

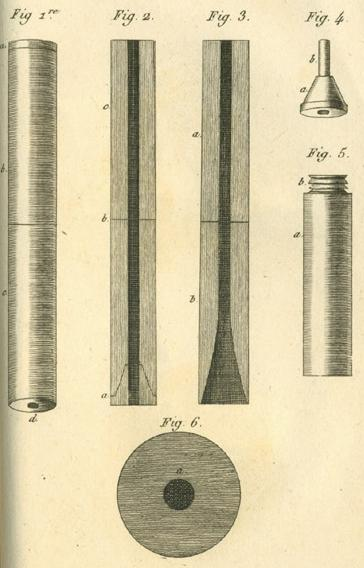
Detailzeichnungen Stethoskop

René Théophile Hyacinthe Laennec, auch Laënnec [laɛnɛk] (* 17. Februar 1781 in Quimper; † 13. August 1826 in Kerlouanec in der Gemeinde Ploaré bei Douarnenez, Finistère), war ein französischer Arzt. Er war ein bedeutender Kliniker und erfand das Stethoskop.

## Leben
René Laennec wuchs bei seinem Onkel, der Chefarzt am Hôtel Dieu war, in Nantes auf, studierte in den Hospitälern in Nantes und war ab 1799 Wundarzt bei der Westarmee. Er studierte dann 1800 an der Pariser Charité weiter unter Jean-Nicolas Corvisart und dessen Nachfolger Gaspard-Laurent Bayle in Paris und wurde 1816 Arzt am Hôpital Necker zu Paris. Hier sammelte er seine Beobachtungen zur Auskultation mit dem von ihm erfundenen Stethoskop an Lungen- und Herzkrankheiten, die er 1819 und in seinem Werk Traite de L’Auscultation Mediate Et Des Maladies Des Poumons Et Du Coeur  veröffentlichte. Damit begründete er die moderne Klinik der thorakalen Erkrankungen.
1823 wurde er Professor am Collège de France und im folgenden Jahr Professor der medizinischen Klinik. Laennec hat neben Leopold Auenbrugger, dem Entdecker der Perkussion, den Grund zu der exakten physikalischen Diagnostik der Krankheiten der Brustorgane gelegt und dadurch die Fortschritte der Medizin auf diesem Gebiet angebahnt.
Die bis dahin praktizierte Harnschau wurde durch diese modernen Diagnoseverfahren endgültig abgelöst. Josef Skoda verbesserte beide Untersuchungsmethoden und trug ab 1839 wesentlich zu deren Verbreitung bei.
Laennec starb 1826 im Alter von 45 Jahren an Tuberkulose.
Im Jahr 1868 wurde ihm in seinem Geburtsort das René-Laennec-Denkmal errichtet. Seit 1960 trägt der Laënnec-Gletscher in der Antarktis seinen Namen.
Neben der Erfindung des Stethoskops ist Laennec für die erstmalige Beschreibung und zunächst falsche Klassifizierung (als bösartige Neubildung) der Leberzirrhose bekannt.

## Schriften (Auswahl)
- Propositions sur la doctrine d’Hippocrate, relativement à la médecine pratique. Didot le jeune, Paris 1804. Thèse No. 241 (Digitalisat)
- De l’auscultation médiate : ou traité du diagnostic des maladies des poumons et du cœur.  J. A. Brosson und J. S. Chaudé, Paris 1819, Band I (Digitalisat), Band II (Digitalisat)
  - 2. Auflage. C. J. B. Comet (Herausgeber). Brüssel 1828 (Digitalisat)
  - 4. Auflage. Erweitert und kommentiert. Gabriel Andral (Herausgeber). J. S. Chaudé, Paris 1837, Band I (Digitalisat), Band 2 (Digitalisat), Band 3 (Digitalisat)
  - Englische Übersetzung
    - Sir John Forbes (Übersetzer). A treatise on the diseases of the chest : in which they are described according to their anatomical characters, and their diagnosis established on a new principle by means of acoustick instruments : with plates. T. G. Underwood, London 1821 (Digitalisat)

  - Deutsche Übersetzungen
    - Die mittelbare Auskultation (das Hören mittelst des Stethoskops) : oder Abhandlung über die Diagnostik der Krankheiten der Lunge und des Herzens, auf das neue Erforschungsmittel gegründet. Von R. T. H. Laennec, der Heilkunde Doctor, Arzt am Neckarspitale zu Paris u. s. w. Nach dem Französischen im Auszuge bearbeitet. Landes-Industrie-Comptoir, Weimar 1822, Band I (Digitalisat), Band II (Digitalisat)
    - Friedrich Ludwig Meissner (Übersetzer). R. T. H. Laennec’s, Prof. der Med. etc. Abhandlung von den Krankheiten der Lungen und des Herzens und der mittelbaren Auscultation als eines Mittels zu ihrer Erkenntniß. August Lehnhold, Leipzig 1832, Teil 1 (Digitalisat), Teil 2 (Digitalisat)